# Francosko-slovenski literarni stiki
Prve pomembnejše stike so imeli Slovenci v Ilirskih provincah, kjer je bila francoščina uradni jezik. Po prvi svetovni vojni je bila francoščina prvi tuji jezik na srednjih šolah.

## Slovenija v francoski literaturi
Janez Vetrinjski, verjetno po rodu iz Lorene oz. iz Lotaringije, ki je živel v Vetrinju na Koroškem, je v 13. stoletju v latinščini opisal Koroško zgodovino v dveh delih: De inthronizacione ducis Meynhardi et cosuetudine Karinthianorum in Liber certarum historiarum.
Pierre Bayale je v Dictionnaire historique et critique (1603) napisal gesli o Primožu Trubarju in Juriju Dalmatinu ter omenil Adama Bohoriča in Janeza Mandelca.
Charles Nodier je 1813 v Ljubljani postal knjižničar in urednik glasila Ilirskih provinc Télégraphe officiel des Provinces Illyriennes. Po vrnitvi v Pariz je napisal nekaj del z balkansko motiviko. Najbolj znan je Jean Sbogar (1818). V slovenščino je preveden dvakrat; prvič 1886 kot Ivan Zbogar, izhajal je v Slovenskem narodu 1886, in drugič 1932 kot Janez Žbogar. Delo govori o slovenskem razbojniku. V neprevedenih delih Smarra (1821) in Mademoiselle de Marsan (1832) omenja slovenske znamenitosti, med drugim tudi Ljubljano, ki jo označi kot prijetno in radoživo. Slovenščino ima za dialekt. Po njem se imenuje Francoski inštitut v Ljubljani.
Prvi prevod slovenskega dela v francoščino je Vodnikova pesem iz leta 1873 Ilirija oživljena, ki jo je prevedel L. Léger v reviji Le Monde Slave. Prvi prevod pesmi Franceta Prešerna v francoščino pa je bil objavljen 1918 v pariški reviji Partie Serbe.
Lucien Tesnièr je bil prvi lektor francoskega jezika, francoski jezikoslovec in dopisni član SAZU. V Parizu je doktoriral s tezo o slovenski dvojini (Les Formes du duel en slovène, 1925). Napisal je delo Oton Joupantchitch, Poète Slovène : l’homme et l’œuvre., 1931, ki je antologija Župančičeve poezije. Prevodi so dobesedni, pred vsako zbirko je napisal dolg uvod, prvič so kronološko preučevani tuji vplivi na nekega literata.
Pred 2. svetovno vojno je bilo v prevedeno delo Josipa Jurčiča, Jurij Kozjak, ki je bilo večkrat ponatisnjeno v Franciji in Kanadi. Zbirka Poètes d'aujourd'hui (1965) je največji prodor slovenske poezije v Francijo in Evropo. V tej knjigi je bilo nekaj Kosovelovih pesmi objavljenih prej v francoščini kot v slovenščini. Sprožila je prevajanje Kosovela v romunščino. V tem času ima v Parizu pomembno vlogo Društvo France-Yougoslavie. Leta 1973 je bil na pariškem Državnem inštitutu za orientalske jezike in kulture ustanovljen lektorat slovenskega jezika. Vodil ga je nekdanji lektor francoščine v Ljubljani Claude Vincenot, ki je napisal slovensko slovnico v francoščini Essai de grammaire slovène. Velik uspeh je doživel prevod romana Alamut (1988) Vladimirja Bartola, ki je bil nekaj mesecev med najbolje prodajanimi knjigami v Franciji.
André Lacaze interniranec v koncentracijskem taborišču Ljubelj je svoje spomine opisal v dnevniku Predor (Le Tunnel, 1978).
Julien Green Parižan ameriškega porekla je bil 1995 v Sloveniji. Svoje počitnice je opisal dnevniku Zakaj sem jaz jaz? (Pourquoi suis-je moi?, 1996).
Brina Svit od 1980 živi v Parizu in pravi da je evropska pisateljica, slovenskega rodu, ki piše v francoščini. Napisala je pet romanov, od tega tri v francoščini, kasneje prevedeni v slovenčšino.

## Zamejsko slovenski - francoski literarni stiki
Med znamenite avstrijsko koroške nemške avtorje, ki tematizira svojo slovensko poreklo po materini strani in koroško družbeno realnost po eni strani, in ki po drugi strani živi v Parizu in tako recipira evropske in zlasti francoske kulturne in miselne tokove, je Peter Handke.
Med izvirne sodobne frankofonske in hkrati slovenske avtorje-pesnike lahko štejemo dunajskega koroškega Slovenca Bojana-Ilijo Schnabla, ki je obiskoval francosko šolo na Dunaju in mdr. študiral v Parizu. V Bosni-Hercegovini je leta 2007 izšla Schnablova francoska oz. večjezična pesniška zbirka »Voyages d’amour – Potovanja ljubezni« (z izbranimi besedili tudi v slovenščini, španščini, italijanščini in srbohrvaščini). V njej sublimira tako svojo francosko kulturno ozadje, kot dunajsko doživetje, koroško slovenske inspiracije in bosansko-hercegovska dojemanja okolja. To stori ali v smislu teze in sinteze (pesmi o umetnikih, o umetninah, sentimentalne pesmi, izrazito protivojne pesmi), ali pa nasprotno kot antiteza doživetemu (lahkotne pesmi o navidezno površnih temah, ki so pa vendar nastale med ruševinami in minskimi polji raznih vrst, ki pa v teh pesmih niso niti tematizirane)..
Francoske pesmi so bile poleg tega objavljene v dunajskem francoskem listu Le Monde des Anciens. 
V zbirki pripovedi Magnolija in tulipani, Pripovedi in resnične pavljice s Celovškega polja je pesniško globoko zakoreninjena v domačem okolju, hkrati pa v pripovedih lahko najdemo sodobne mednarodne trende meditativno angažirane literature in na raznih mestih povezavo s francoskimi viri inspiracije. Zbirka je izšla pri založbi Drava v Celovcu leta 2014. Samostojna zbirka francoskih pesmi o notranjem dialogu s slikami velikih mojstrov, umetnostnimi strujami (dadaizem, surealizem) ter o mojstrovinah pokrajinske arhitekture je prvič izšla leta 2015 pod naslovom "Tableaux et paysages, Rencontres poétiques avec peintres et artistes" , ter v drugi razširjeni izdaji pod malce spremenjenem naslovom "Tableaux et paysages II, Rencontres poétiques avec peintres et artistes" Zbirka ljubezenskih pesmi pod naslovom "Il est un amour: Poèmes épistolaires" je izšla leta 2019.
V znak grožnje nad vojno v Ukrajini je leta 2022 izdal petjezično zbirko pesmi proti vojni in za pravico do raznolikih identitet, ki jih je večinoma napisal za časa delovanja v okviru misije OVSE v Bosni in Hercegovini po naslovom "Terre territoire, Poèmes contre la guerre, Pesmi proti vojni - Pjesme protiv ratu - Poesie vontra la guerra".

## Francija v slovenski literaturi
Hrvaški plemič Fran Krištof Frankopan je leta 1670 v dunajski ječi prevedel nekaj odlomkov iz Molièrovega dela Georges Dandin, kar velja za prvi prevod francoskega literarnega besedila v slovenščino.
Anton Tomaž Linhart si je s svojim prijateljem Martinom Kuraltom dopisoval v francoščini. Linhartova komedija Ta veseli dan ali Matiček se ženi je priredba Beaumarchaisove komedije (La folle journée ou le mariage de Figar) iz leta 1784.
Oda Valentina Vodnika Ilirija oživljena je bila, z vzporednim latinskim prevodom in oceno zbirke Pesme za pokušino, objavljena 1811 v Télégraphe officiel. Napisal je prvi francoski učbenik za Slovence Početki gramatike, to je pismenosti francozke za latinske šole v Iliriji (1811), sestavil je slovensko-nemško-francoski abecednik z dodanim slovarčkom (1812), izhajal je v Télégraphe officiel.
Ciglerjeva povest Deteljica ali življenje treh kranjskih bratov, francoskih soldatov (1863) se dogaja v francoskih mestih Toulon, Besançon in Pariz.
Ko je bilo 1867 ustanovljeno Dramatično društvo, so začeli so prevajati francoska gledališka besedila, predvsem burke in komedije.
Ob stoletnici Ilirskih provinc so ustanovili Francosko-ilirski krožek, s svojo knjižnico, predavanji in tečaji. 1921 je začel delovati Francoski inštitut z direktorjem Lucienom Tesnièrom in predsednikom Otonom Župančičem. Prvi francosko-slovenski slovar je napisal Janko Pretnar (1924) in prvi slovensko-francoski slovar Janko Kotnik (1925). V Ljubljanskem zvonu in Modri ptici so bili objavljeni prevodi in poročila o sočasni francoski književnosti. 1967 se je odprl Francoski kulturni center, pozneje poimenovan po Charles Nodierju. 1988 je v Parizu izšel zbornik slovenskih avtorjev Tout ce que vous avez toujours voulu savoir sur Lacan sans jamais oser le demander à Hitchcock.

## Kulturne in literarne prireditve
V 30. letih 20. stoletja je bil Pariz za slovenske pisatelje in slikarje priljubljeno mesto, kjer se je odvijalo kulturno, družabno in bohemsko življenje.
Leta 2011 sta v okviru programa Ljubljana svetovna prestolnica knjige, Francoski inštitut in Kino Šiška priredila Mesec francoskega stripa, razstavo Strip v Louvru, Louvre v Šiški. Leta 2007 je bil na Trgu Francoske revolucije organiziran Francoski vrt, kjer je bila Knjižnica pod krošnjami. Slovenijo obiskujejo francoski avtorji ob izidu prevodov npr. Andreï Makine, avtor romana Francoski testament (Le testament français, 2009). V Ljubljani in Mariboru se je srečal z gimnazijskimi maturanti in imel dva literarna večera. Valère Novarina je v MGL bral odlomke svojega dela Govorjeno telo. Jean-Luc Marion je imel na teološki fakulteti predavanje  L'impossibilité de l'impossible: Dieu (Nemožnost nemogočega: Bog). Annie Ernaux je na Francoskem inštitutu predstavila in brala odlomke iz svoje knjige Leta (Les Années, 2010). Muriel Barbery je imela, ob izidu njenega romana Eleganca ježa, v Ljubljani tiskovno konferenco, v Kopru in Mariboru pa literarni večer.

## Literarne nagrade in priznanja
- Boris Pahor: Dobitnik dveh najvišjih francoskih državnih odlikovanj; komandir reda umetnosti in literature in reda legije časti
- Branko Završan: Dobitnik Župančičeve nagrade 2009 za avtorsko predstavo Senca tvojga psa, kjer je interpretiral in prepesnil pesmi Jaquesa Brela.

### Sovretovi nagrajenci za prevod iz francoščine
- 1972: Radojka Vrančič; Marcel Proust, V Swannovem svetu
- 1982: Branko Madžarevič; François Rabelais, Gargantua in Pantagruel
- 1988: Radojka Vrančič; Marcel Proust, V svetu Guermantskih
- 1990: Djurdja Flerè; François-René de Chateaubriandu, Spomini z onkraj groba
- 1990: Stane Ivanc; Jean Chevalier in Alain Gheerbrant, Slovar simboliv
- 1995: Marija Javoršek; Jean Racine, Zbrane drame
- 2000: Suzana Koncut; Gustave Flaubert, Gospa Bovary
- 2010: Primož Vitez; Voltaire, Filozofske zgodbe